# 샤다바오
샤다바오(중국어 정체자: 夏大寶, 병음: Xìa Dàbâo, 한자음: 하대보, Dabow Hsia, 1984년 10월 15일 ~ )는 대만의 배우이다. 분명은 샤징룬(夏經倫)이다.

## 방송
- 연애시과학
- 아원의

## 영화
- 러브
- 요리대전
- 타이페이의 1페이지